# 칼가는 소녀
《칼가는 소녀》는 오리 작가가 2019년 6월 30일부터 네이버 웹툰에서 연재 중인 웹툰이다. 2018년 네이버 최강자전 수상 작품이다.

## 등장 인물
- 채사랑

은조의 절친. 해외까지 진출한 인플루언서 고등학생. Love 12125라는 희귀병을 앓고 있다. 자신이 죽길 바라는 세상에 복수하려고 한다.
- 구은조

사랑이의 절친. 또래에 비해 매우 성숙하고,
일찍 철이 들었다. 자신과 엄마의 행복을 빼앗은
아빠에게 복수하였다.
- 구혜주

은조의 이복동생. 은조의 아빠가 바람을 피면서 낳은 딸이다. 은조가 자신과 배 다른 자매임을 알고, 아빠를 미워하며 은조에게 매우 미안해한다.
- 구도준

구은조와 구혜주의 아빠이자 희진의 전 남편이다.
하지만 바람을 피워 혜주가 생기고, 희진과 이혼한다. 하지만 현재 혜주의 엄마와 사이가 좋지 않아 다시 희진에게 매달리고 있다.
- 희진

은조의 엄마. 도준과의 이혼으로 충격에 빠져 몇년간 누워지냈지만, 이제는 힘을 내어 열심히 살고 있다. 현재 '진주제약'에서 일 하는 중.
- 정다정

사랑이의 중학교 동창. 사랑이가 처음 사귄 친구지만, 사랑에게 일종의 언어폭력을 하여 사이가 멀어졌다. 현재 사랑에게 사과했다.
- 혜주의 엄마

베트남 출신으로 구도준의 두번째 부인이자 혜주의 친 엄마. 현재 구도준과 따로 살고있는 상태이다.
- 송채하

채사랑, 구은조의 반의 전학생. 어렸을 때부터 외국에서 살다 한국으로 돌아왔다. 은호진과 절친이며, 천재 화가다.
- 은호진

채사랑, 구은조의 반의 전학생이다. 송채하의 절친이다. 재벌 2세이다.